# ハイネケンカップ
ハイネケンカップ（Heineken Cup）は、2014年まで開催されていた、欧州ラグビーユニオンのクラブおよび地域代表チームによる欧州ナンバー1クラブを決める大会。シックス・ネイションズに参加しているイングランド・フランス・スコットランド・ウェールズ・アイルランド・イタリアの、プロクラブチームが参加した。サッカーのUEFAチャンピオンズリーグに相当する大会である。2003-04シーズンからハイネケンが冠スポンサーになった。
2013-14シーズンで終了し、2014-15シーズンからはヨーロピアンラグビーチャンピオンズカップとして開催される。

## 大会の流れ
24チームが出場する。2011-12シーズンの国別参加チーム数は、イングランドが7チーム、フランスが6チーム、アイルランドが4チーム、ウェールズが3チーム、イタリアとスコットランドがそれぞれ2チームだった。
大会はまず6組に分かれ、ホーム・アンド・アウェー方式でのリーグ戦を行い、各組1位が準々決勝進出するほか、各組2位のうち成績上位2チームが準々決勝進出となる。準々決勝以降は一発勝負のノックアウト方式で行っていた。

## 歴代決勝戦結果
| シーズン | 優勝                                       | スコア | 準優勝                                      | 会場                                       | 観衆   |
| -------- | ------------------------------------------ | ------ | ------------------------------------------- | ------------------------------------------ | ------ |
| 1995/96  | スタッド・トゥールーザン （ フランス）     | 21-18  | カーディフRFC （ ウェールズ）               | カーディフ・アームズ・パーク, カーディフ   | 21,800 |
| 1996/97  | CAブリーヴ （ フランス）                   | 28-9   | レスター・タイガース （ イングランド）      | カーディフ・アームズ・パーク, カーディフ   | 41,664 |
| 1997/98  | バース・ラグビー （ イングランド）         | 19-18  | CAブリーヴ （ フランス）                    | スタッド・レスキュール, ボルドー           | 36,500 |
| 1998/99  | アルスター・ラグビー （ アイルランド）     | 21-6   | USコロミエ （ フランス）                    | ランズダウン・ロード, ダブリン             | 49,000 |
| 1999/00  | ノーサンプトン・セインツ （ イングランド） | 9-8    | マンスター・ラグビー （ アイルランド）      | トゥイッケナム・スタジアム, ロンドン       | 68,441 |
| 2000/01  | レスター・タイガース （ イングランド）     | 34-30  | スタッド・フランセ・パリ （ フランス）      | パルク・デ・プランス, パリ                 | 44,000 |
| 2001/02  | レスター・タイガース （ イングランド）     | 15-9   | マンスター・ラグビー （ アイルランド）      | ミレニアム・スタジアム, カーディフ         | 74,000 |
| 2002/03  | スタッド・トゥールーザン （ フランス）     | 22-17  | USAペルピニャン （ フランス）               | ランズダウン・ロード, ダブリン             | 28,600 |
| 2003/04  | ロンドン・ワスプス （ イングランド）       | 27-20  | スタッド・トゥールーザン （ フランス）      | トゥイッケナム・スタジアム, ロンドン       | 73,057 |
| 2004/05  | スタッド・トゥールーザン （ フランス）     | 18-12  | スタッド・フランセ・パリ （ フランス）      | マレーフィールド・スタジアム, エディンバラ | 51,326 |
| 2005/06  | マンスター・ラグビー （ アイルランド）     | 23-19  | ビアリッツ・オランピック （ フランス）      | ミレニアム・スタジアム, カーディフ         | 74,534 |
| 2006/07  | ロンドン・ワスプス （ イングランド）       | 25-9   | レスター・タイガース （ イングランド）      | トゥイッケナム・スタジアム, ロンドン       | 81,076 |
| 2007/08  | マンスター・ラグビー （ アイルランド）     | 16-13  | スタッド・トゥールーザン （ フランス）      | ミレニアム・スタジアム, カーディフ         | 74,500 |
| 2008/09  | レンスター・ラグビー （ アイルランド）     | 19-16  | レスター・タイガース （ イングランド）      | マレーフィールド・スタジアム, エディンバラ | 66,523 |
| 2009/10  | スタッド・トゥールーザン （ フランス）     | 21-19  | ビアリッツ・オランピック （ フランス）      | スタッド・ド・フランス, サン＝ドニ         | 78,962 |
| 2010/11  | レンスター・ラグビー （ アイルランド）     | 33-22  | ノーサンプトン・セインツ （ イングランド）  | ミレニアム・スタジアム, カーディフ         | 72,456 |
| 2011/12  | レンスター・ラグビー （ アイルランド）     | 42-14  | アルスター・ラグビー （ アイルランド）      | トゥイッケナム・スタジアム, ロンドン       | 81,774 |
| 2012/13  | RCトゥーロン （ フランス）                 | 16-15  | ASMクレルモン・オーヴェルニュ （ フランス） | アヴィバ・スタジアム, ダブリン             | 50,148 |
| 2013/14  | RCトゥーロン （ フランス）                 | 23-6   | サラセンズ （ イングランド）                | ミレニアム・スタジアム, （ イングランド）  | 67,578 |

1. ↑  北アイルランドとアイルランド共和国にまたがるアルスター地域の代表チームであり、本拠地は北アイルランドのベルファストにあるが、ラグビー界においてはアイルランドの一地域代表として位置づけられている。